# Звёздчатая пуголовка
Звёздчатая пуголовка (лат. Benthophilus stellatus) — вид лучепёрых рыб семейства бычковых.

## Описание
Общая длина тела до 13,5 см. Тело удлиненное, низкое. Голова широкая, уплощенная и длинная, глаза и рот относительно маленькие, усик на подбородке длинный. Достаточно большие и разреженные костные зернышки-гранулы расположены только на верхней поверхности головы, частично на её боках и на спине перед вторым спинным плавником. Костные пластинки-бугорки и зернышки-гранулы заметно отличаются по размерам. Начало второго спинного плавника находится на вертикали от начала анального плавника. Общий фон окраски буровато-серый, достаточно выразительный. На теле есть три буроватые пятна, первое из которых в виде полукольца, широкое, расположено позади первого спинного плавника и обычно достигает до основания первого луча второго спинного плавника. Тёмное пятно перед вторым спинным плавником всегда отсутствует. На боках часто бывают тёмные пятна неправильной формы.

## Ареал
Ареал охватывает акваторию Азовского моря с солёностью воды обычно 10-12 ‰ до Керченского пролива, исключая Сиваш. Может встречаться в Таганрогском заливе.
По В. И. Пинчуку и П. Миллеру ареал этого вида, кроме Азовского моря, включает также северо-западную часть Чёрного моря и нижнее течение рек Дуная, Днестра, Южного Буга и Днепра, исключая побережье Крыма. Однако на момент публикации их работы отсутствовало устоявшееся мнение о выделении в самостоятельный вид Benthophilus nudus (Berg, 1898), обитающей в прибрежных опресненных водах северо-западной части Чёрного моря и заходящей в эти реки.

## Биология
Биология изучена мало. Жилая рыба. Живёт в опресненных лиманах, приморских озёрах, эстуарных и устьевых участках рек, в самых реках и в акватории Азовского моря, особенно при опреснении последнего. Держится на глубинах до 3-9 м, иногда на значительном расстоянии от берегов (выходит и на мелководье), в местах с медленным течением и заиленным песчаным, ракушечным или каменистым грунтом, часто в местах со скоплениями моллюсков. Размножение в весенне-летнее время. Икра откладывается на створки моллюсков и другие подводные предметы. Обычно после нереста производители погибают. Плодовитость невелика и зависит от размера самок (абсолютная плодовитость от 470 до 3 тысяч икринок). Нерест в несколько этапов. Самцы охраняют кладку, аэрируют её и очищают от ила. Личинки появляются через 15-20 дней, их длина составляет 4,5-5 мм.
Питается мелкими беспозвоночными животными (червями, ракообразными, моллюсками, личинками насекомых и т. п.). Промышленного значения не имеет.